# Курлятев-Оболенский, Иван Константинович Большой
Иван Константинович Большой Курлятев-Оболенский (ум. 1583) — князь, воевода в царствование Ивана Грозного, сын боярина князя Константина Ивановича Курлятева. Братья — князья Владимир, Юрий, Василий и Иван Меньшой Курлятевы.

## Биография
Подписался на поручной записи по тем боярам, которые ручались за князя Ивана Фёдоровича Мстиславского (1571). Участвовал в походе к Казани против казанцев и луговых черемисов вторым воеводой в Большом полку, затем командовал сторожевым полком «на берегу», в Коломне, отправлен годовать в Тулу (1573). В 1575 году командовал сторожевым полком под Коломной против татар, затем послан в Полоцк (1576) и оставлен там годовать.
В 1578 году водил «на берег», к Кашире, полк левой руки против крымского хана. В 1579 году командовал там же полком левой руки, затем отправлен на год первым воеводой в Смоленск. В 1580 году командовал полком правой руки в Ржеве, затем — второй воевода большого полка в Серпухове, третий воевода в Пскове и снова второй воевода большого полка в Серпухове. В 1581 году — воевода в большом полку при Симеоне Бекбулатовиче в Ржеве.
В 1582 году водил сторожевой полк на шведов, но дошёл лишь до Новгорода Великого, затем стоял 2-м воеводой «на берегу», в Серпухове, с большим полком, откуда был послан командовать большим полком в Зубцов, а в июле отправлен «по казанским вестем» 1-м воеводой полка левой руки в Каширу.
В 1583 году князь Иван Константинович Курлятев-Большой стоял в Серпухове вторым воеводой большого полка и скончался на службе.

## Семья
Жена: Варвара Васильевна урождённая княжна Сицкая, дочь князя Василия Сицкого. В первом браке за Фёдором Алексеевичем Басмановым, от брака с ним имела сыновей — Петра и Ивана Фёдоровичей Басмановых. Когда она овдовела, царь Иван Грозный велел отослать её в Новгород, к её брату — князю Андрею Васильевичу Сицкому, а за тем, приказал ехать ей в Москву и там выдал её за князя Ивана Константиновича Курлятева-Оболенского Большого.
От их брака был единственный сын — князь Иван Иванович Курлятев († после 1607), стольник (1603), окольничий (1605) и воевода.